# Crypturellus soui
O tururim (nome científico: Crypturellus soui) é um tinamídeo, ave de vasta distribuição geográfica, abrangendo as Américas do Sul e Central. No Brasil ocorre no Sudeste e do Nordeste à Amazônia. Também conhecido no Brasil pelos nomes populares sururina, tururi, sovi, canela-parda, ferrinho, tururina e inhambu-carioca.  É espécie cinegética.
O nome tururim é o selecionado como nome vernáculo técnico para a espécie pelo Comitê Brasileiro de Registros Ornitológicos (CBRO).

## Localização
Terrícola, por vezes empoleira-se em galhadas densas para pernoitar, segundo alguns autores. O tururim é encontrado em quaisquer formações, bem fechadas, que incluem até áreas de capoeira invadidas pelo capim colonião, sendo característico do sertão nordestino.

## Subespécies
Possui 14 subespécies:
- Crypturellus soui meserythrus - do sul tropical do México até Belize, Honduras e sudeste da Nicarágua;
- Crypturellus soui modestus - Costa Rica e oeste do Panamá;
- Crypturellus soui capnodes - terras baixas úmidas do noroeste do Panamá;
- Crypturellus soui poliocephalus - encosta do Pacífico do Panamá (Veraguas à Zona do Canal); - (Aldrich, 1937)
- Crypturellus soui panamensis - encostas do Pacífico e do Caribe do Panamá;
- Crypturellus soui harterti - encosta do Pacífico da Colômbia e Equador;
- Crypturellus soui caucae - Vale do Magdalena no norte-centro da Colômbia;
- Crypturellus soui mustelinus - nordeste da Colômbia e extremo noroeste da Venezuela;
- Crypturellus soui soui - leste da Colômbia até as Guianas e nordeste do Brasil;
- Crypturellus soui caquetae - sudeste da Colômbia (Meta a Caquetá);
- Crypturellus soui andrei - litoral norte da Venezuela (Falcón a Monagas); Trindade;
- Crypturellus soui nigriceps - leste tropical do Equador e nordeste do Peru;
- Crypturellus soui inconspicuus - centro e leste do Peru e norte da Bolívia; um espécime capturado no rio Juruá, no Brasil, foi identificado como esta subespécie;[7]
- Crypturellus soui albigularis - norte e leste do Brasil.

## Características físicas
Possui, em geral, coloração marrom uniforme, com garganta esbranquiçada. Aparenta-se superficialmente com a galinha-d'angola (Numida meleagris), por sua vasta distribuição. 

## Alimentação
O tururim alimenta-se de sementes, insetos e pequenos frutos, fazendo parte dos grandes frugíferos do piso da floresta (assim como o macuco, inhambuguaçu, azulona e zabelê).

## Acasalamento e reprodução
Não apresenta dimorfismo sexual aparente, sendo a fêmea pouco maior que o macho e com vocalizações diferenciadas. Faz o ninho diretamente em folhas caídas, escondido em meio à vegetação densa. A ninhada é geralmente de dois filhotes, mas ocasionalmente é de apenas um. Os ovos são lustrosos e de cor amarronzada ou rosa-violácea, de formato esférico. A incubação demora no mínimo 16 dias. O pai ou mãe choca os ovos sozinho(a). Os filhotes deixam o ninho menos de um dia depois da eclosão dos ovos. Os filhotes nascem com a parte inferior escura.

## Risco de extinção
Atualmente está em risco de extinção na Bahia, embora em nível global seja considerado em status Não Preocupante (LC).